# 기요타케 히로시
기요타케 히로시(일본어: 清武 弘嗣, 1989년 11월 12일 ~ )는 일본의 축구 선수로서, 포지션은 공격형 미드필더다. 현재 세레소 오사카에서 뛰고 있다.

## 경력

### 구단 경력
오이타 트리니타의 유소년팀을 거쳐 2008년 오이타와 성인 계약을 체결하였다. 2010년 세레소 오사카로 이적하였고 주전 미드필더로 활약하였으며 특히 2011 시즌엔 2011 ACL에서 4골을 기록하고 리그에서 7골을 기록하는 등 좋은 활약을 펼쳐 리그 베스트 11에 선정되기도 하였다.
2012년 여름 1. FC 뉘른베르크로 이적하였다.

### 국가대표팀 경력
그는 2011년 8월 10일 대한민국과의 경기에서 일본 국가대표팀에 데뷔했다.
2012년 하계 올림픽에 참가할 일본 U-23 국가대표팀에 발탁되었으며, 6경기에 출전, 4강 진출에 기여했다.
2013년 FIFA 컨페더레이션스컵, 2014년 FIFA 월드컵, 2015년 AFC 아시안컵에도 출전했다. 그는 2017년까지 국제 A매치 통산 43경기에 출전, 5득점을 넣었다.

## 통계
| 일본 | 일본 | 일본 |
| 연도 | 출전 | 득점 |
| ---- | ---- | ---- |
| 2011 | 5    | 0    |
| 2012 | 7    | 1    |
| 2013 | 11   | 0    |
| 2014 | 3    | 0    |
| 2015 | 7    | 0    |
| 2016 | 9    | 4    |
| 2017 | 1    | 0    |
| 통산 | 43   | 5    |